# Řehoř Jeřábek
Řehoř Jeřábek OFM (? – 8. října 1711 Bechyně) byl český františkán a lektor na klášterních studiích františkánů. Pocházel z Prahy. Přinejmenším od roku 1684 přednášel filosofii františkánským bohoslovcům, připravujícím se na kněžství. Jako zpravidla jeden ze dvou lektorů takto působil v Jindřichově Hradci do roku 1688. Podle obvyklého postupu ve františkánském řádu po někokaliletém nabytí zkušeností a osvědčení se „povýšil“ na lektora teologie. V roce 1695 byl titulován jako „lector theologie generalis“ a zřejmě tedy tehdy nebo již dříve přednášel také v klášteře u P. Marie Sněžné v Praze. Jako zkušený teolog mu byla ve františkánském řádu svěřena kontrola a cenzura nad vydávanými knihami od svých spolubratří. Takto například prohlédl český překlad řehole Třetího františkánského řádu od Jeronýma Veita.
Od roku 1695 byl bratr Řehoř zapojen do vedení české františkánské provincie, nejprve jako její definitor (člen definitoria) a od příští řádné kapituly v roce 1698 jako provinční sekretář. Mezi zástupci františkánských klášterů setrvávajícími se na provinčních kapitulách se Jeřábek stal zřejmě oblíbenou osobností, takže byl na další řádné kapitule v roce 1701 zvolen českým franiškánským provinciálem (provinčním ministrem). Jako představený provincie mimo jiné udělil svolení k tvorbě pergamenových rukopisných liturgických knih, jako v případě antifonáře napsaného roku 1704 pro slánský konvent Silvestrem Hiblerem. Po tříletém období jej roku 1704 ve vedení provincie vystřídal Castulus Martin a bratr Řehoř, snad v rámci jistého odpočinku, působil dále jen jako řádový vizitátor velkopolské provincie. V roce 1707 z pověření ústředí františkánského řádu vizitoval jeho velkopolskou provincii, což bývalo svěřováno jen osvědčeným teologům a bratřím se zkušeností ve vedení řádu.
Od roku 1707 jej dále potkáváme opět jako provinčního definitora a na další řádné kapitule roku 1710 byl podruhé zvolen provinciálem. Ve vedení provincie Řehoř Jeřábek setrval až léta 1711, kdy pro nedobrou zdravotní kondici a nemoc z funkce odstoupil. Řehoř Jeřábek záhy zemřel, dne 8. října 1711 v Bechyni.